# Castillo de Peñarroya (Ciudad Real)

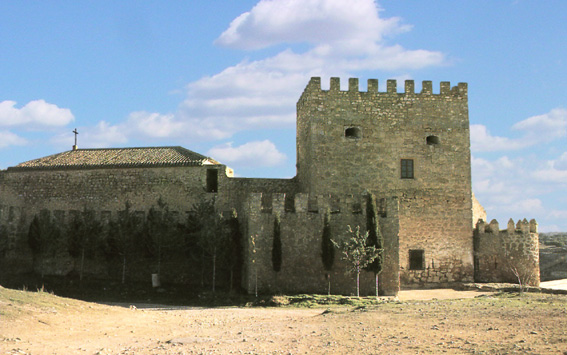
Castillo de Peñarroya.

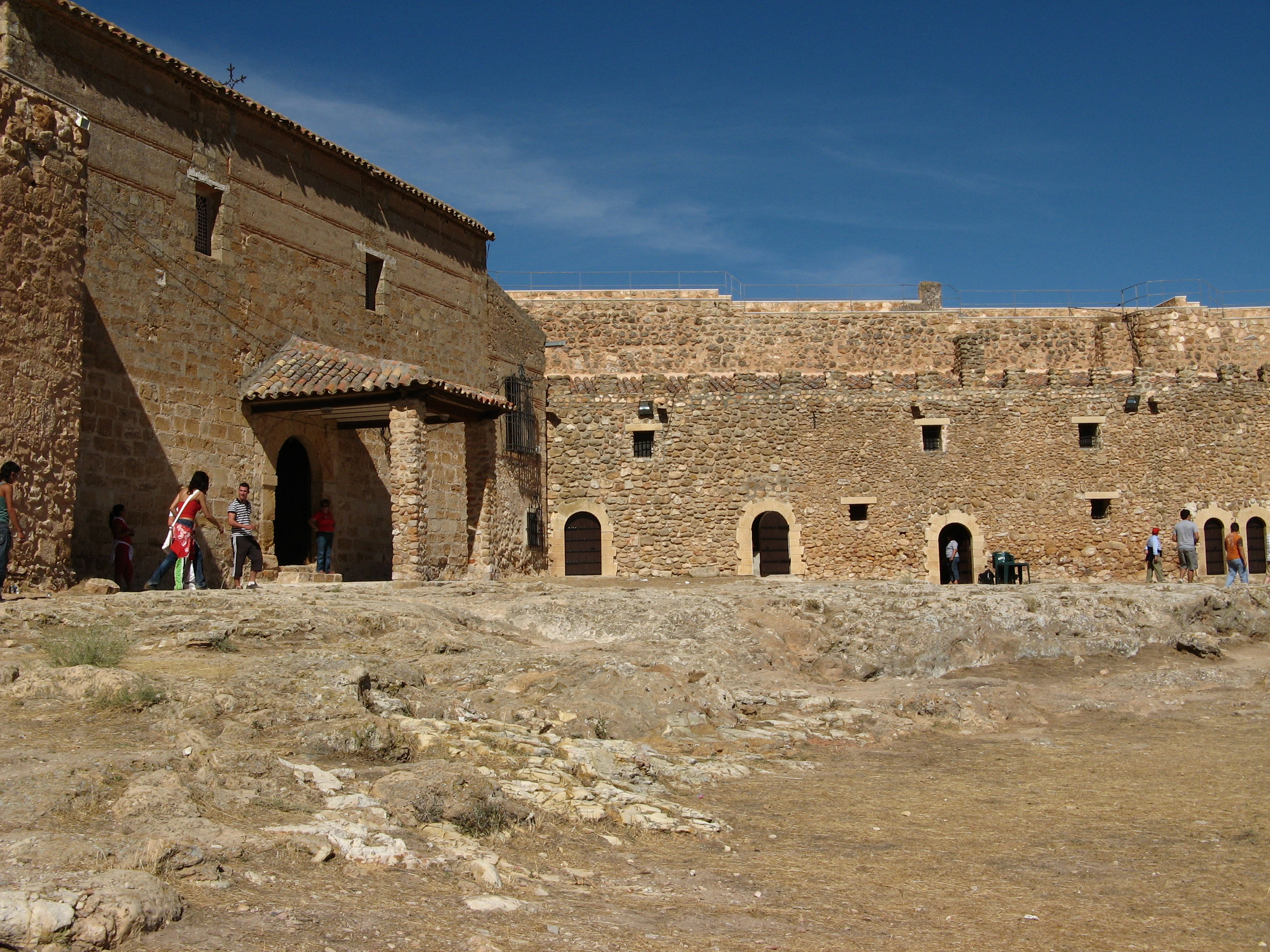
Vista del castillo

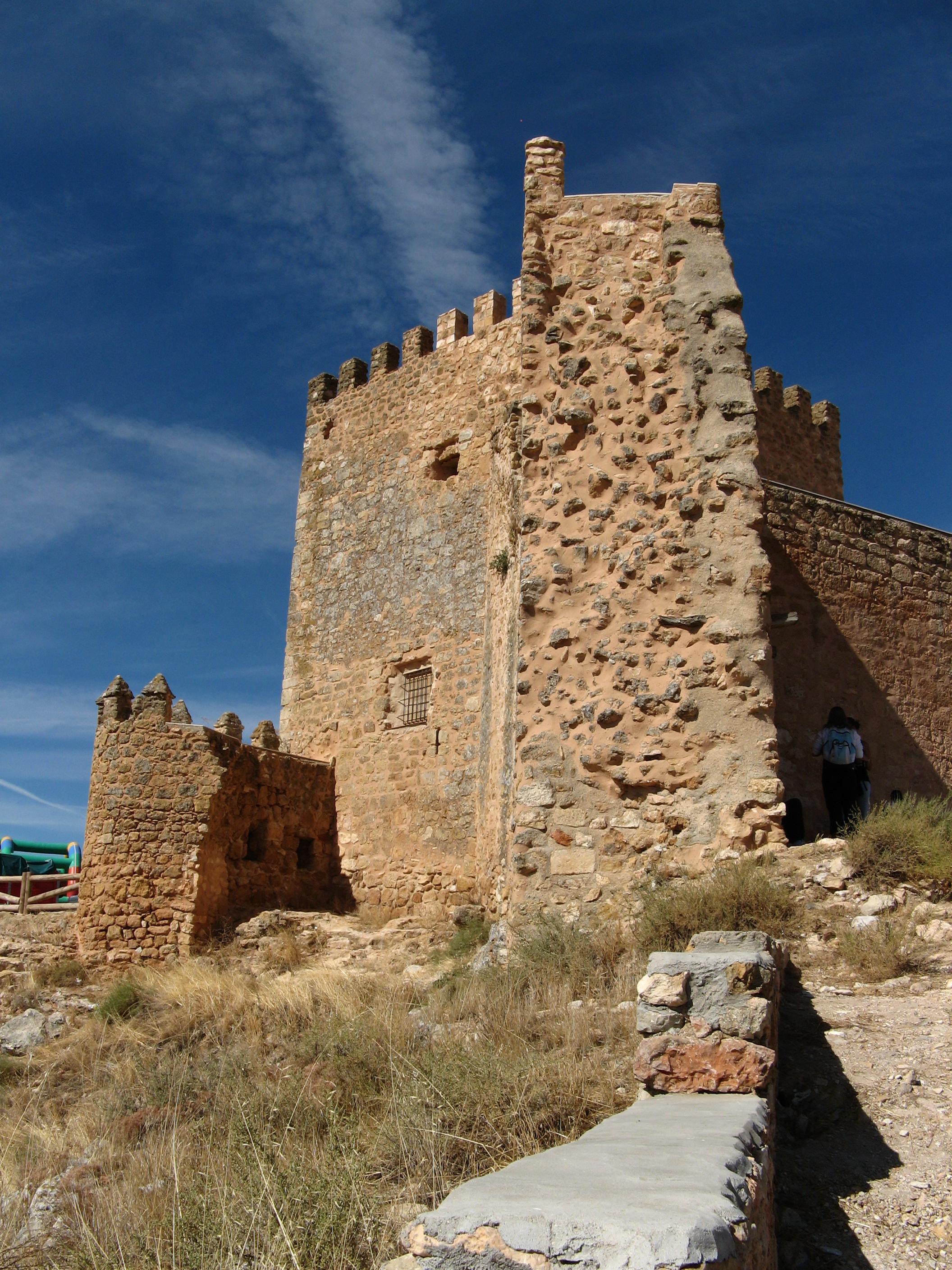
Otra vista del Castillo de Peñarroya

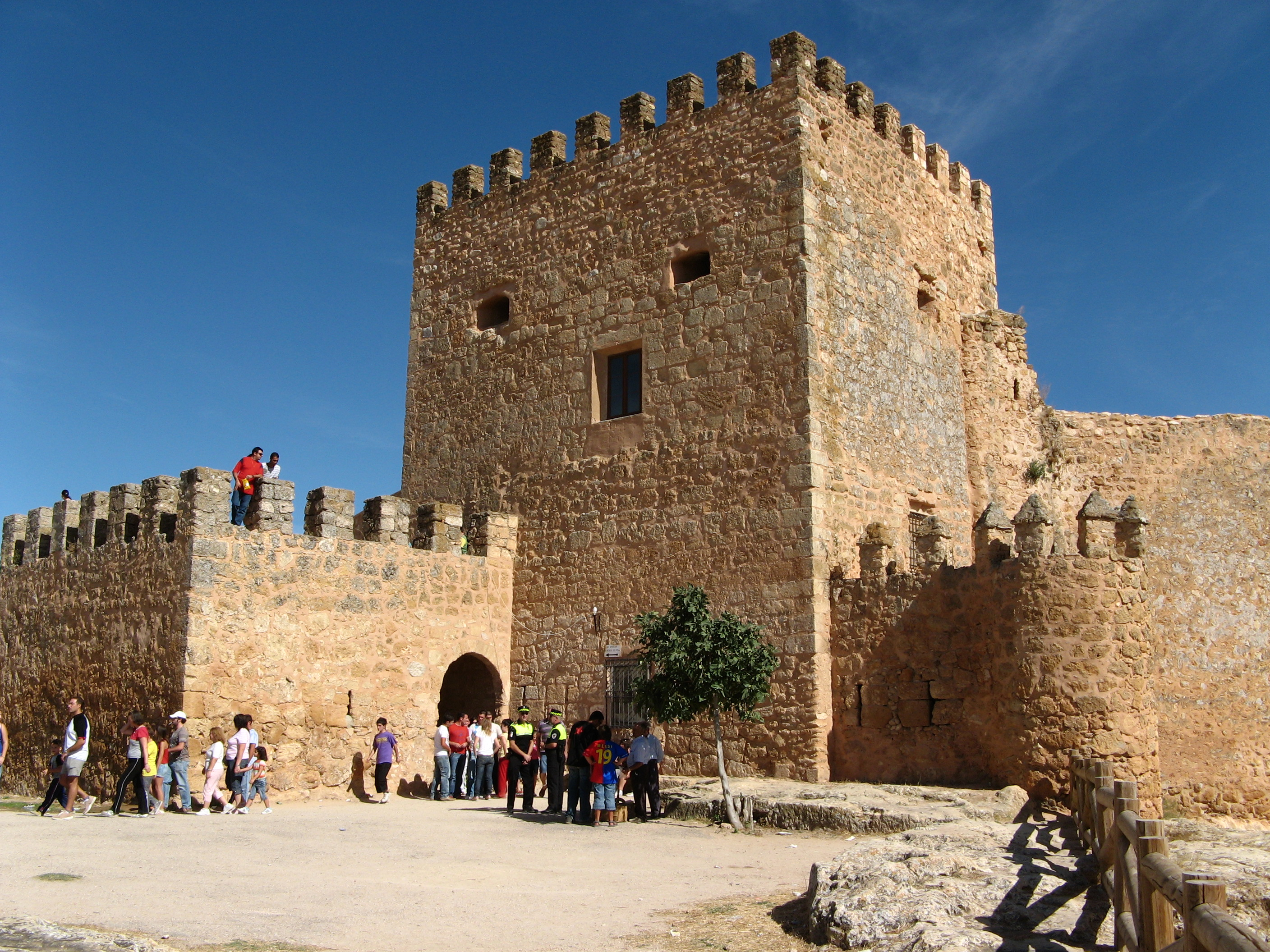
Castillo

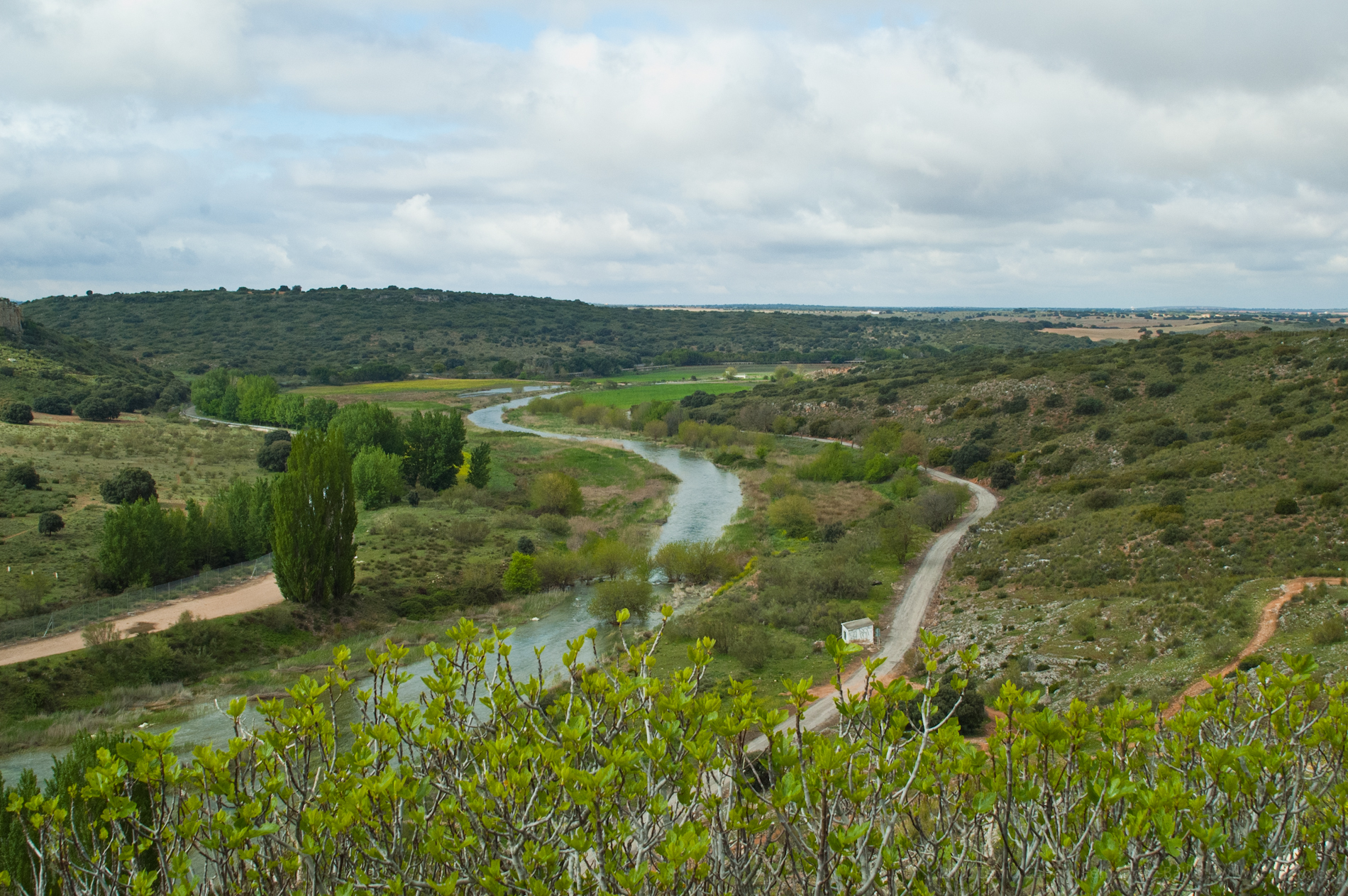
Vista desde embalse en castillo de Peñarroya

El castillo de Peñarroya es una fortificación situada en el término municipal de Argamasilla de Alba, provincia de Ciudad Real, Castilla-La Mancha, España. Se alza sobre una peña ("roya" roja o rubia, según opinión) desde la que domina un acantilado, en un tramo del río Guadiana que da a la presa del embalse de Peñarroya. 
El castillo se encuentra a 12 kilómetros hacia el sur de Argamasilla de Alba, a cuyo término pertenece, por la carretera CM-3115 que lleva hasta Ruidera. Desde el embalse de Peñarroya, aguas arriba del Guadiana, se extiende el parque natural de las Lagunas de Ruidera.

## Historia
Según una crónica castellana de Don Ramón Antequera Bellón (Juicio Analítico del Quijote), el capitán Alonso Pérez de Sanabria arrebató el castillo a los musulmanes el día 8 de septiembre de 1198. A raíz de la toma de la fortaleza se encontró la imagen de Nuestra Señora de Peñarroya, que es venerada desde entonces por los vecinos de Argamasilla, que tienen en ella su patrona. También es patrona de los lugareños de La Solana. Tras la Reconquista, formó parte de la Orden Militar de San Juan en 1215.
En el siglo XIV Peñarroya era, sin duda, la encomienda más importante de la Orden de San Juan desde el punto de vista económico. Se trataba de una fortaleza para garantizar el aprovechamiento económico del territorio: arrendamiento de pastos, cobro de impuestos y protección de pobladores, a la vez que almacén de bienes o “caja fuerte” de la Orden, que se constituía como una de las más importantes en ese territorio de Castilla.

## Descripción y características
Es de fábrica de mampostería y de sillería. En el exterior se encuentra un camino de acceso medieval, el humilladero y un foso. Por un pórtico se da entrada al patio de armas, que mide 67 x 43 metros y en él se hallan diversas dependencias adosadas al muro, entre ellas su antigua iglesia del siglo XII y un aljibe. Un pasillo interior o liza divide la muralla principal, y más alta, del antemuro, de 70 metros de longitud y que presenta tres torres intercaladas entre cortinas. Presenta una torre albarrana que es de planta rectangular aunque su forma es redondeada por el extremo frontal.
La torre del homenaje es cuadrada, tiene una superficie de 113 m² y en ella se pueden ver tres plantas. Acoge en la actualidad las dependencias de la Cofradía de Nuestra Señora de Peñarroya, de Argamasilla de Alba, aunque antiguamente, es de suponer que constituiría las dependencias del señor del castillo o alcaide de la fortaleza. A la terraza se llegaba a través del adarve de la muralla y por medio de una puerta.
En el lado que da a la presa hay una entrada a la actual ermita, del siglo XVII de marcado estilo barroco decadente. En su interior se encuentran pinturas a ambos lados del altar mayor, destacando también el retablo churrigueresco, el camarín de la virgen, el coro y una extraordinaria talla del siglo XVII que primitivamente estuvo emplazada en el convento de los Mercedarios de Argamasilla de Alba. Anteriormente formaba parte de las dependencias de la fortaleza, existiendo una pequeña ermita a la vista del desfiladero, en el patio de armas, para el culto y las oraciones de los moradores. 
Recientemente se han encontrado en el exterior una necrópolis de rito islámico y un campo de silos de cronología indeterminada.

## Estado de conservación
Se han realizado algunas restauraciones, por lo que las edificaciones se encuentran en un aceptable estado de conservación.
Esta en muy buen estado es una gran imagen vista desde arriba viendo la presa y el gran lago que lo rodea.

## Propiedad y uso
Es propiedad del Ayuntamiento de Argamasilla de Alba, y se destina a uso turístico, como lugar de culto cristiano y donde se celebran las romerías de los pueblos Argamasilla de Alba y de La Solana en los meses de abril y septiembre respectivamente. Su acceso es libre y gratuito.